# José Sanfilippo
José Francisco Sanfilippo (født 4. maj 1935 i Buenos Aires, Argentina) er en tidligere argentinsk fodboldspiller (angriber).
Han spillede på klubplan primært for San Lorenzo de Almagro, og havde desuden ophold hos blandt andet Boca Juniors, Banfield og uruguayanske Nacional. Med San Lorenzo var han med til at vinde to argentinske mesterskaber, og blev desuden hele fire gange ligaens topscorer.
Sanfilippo spillede desuden 29 kampe og scorede hele 21 mål for det argentinske landshold. Han deltog ved både VM i 1958 i Sverige og VM i 1962 i Chile.

## Titler
Primera División de Argentina
- 1972 (Metropolitano) og 1972 (Nacional) med San Lorenzo